# Anja Tuckermann
Anja Tuckermann (* 24. November 1961 in Selb, Bayern) ist eine deutsche Autorin von Romanen, Erzählungen und Theaterstücken und Journalistin.

## Leben und Wirken
Anja Tuckermann ist in Berlin-Kreuzberg aufgewachsen. Von 1980 bis 1991 engagierte sie sich in der feministischen Mädchenbewegung und gab die von ihr gegründete Zeitschrift Tigermädchen heraus, die Texte von Kindern und Jugendlichen veröffentlichte. Im Rahmen ihrer Arbeit für einen Jugendverband organisierte und betreute sie Reisen für Kinder und Jugendliche innerhalb Deutschlands, nach Österreich, England und vor allem in die Türkei. Von 1988 bis 1992 arbeitete sie als Redakteurin und bis 1997 freiberuflich in der Kinderfunkredaktion des RIAS (heute Deutschlandradio). Seit 1993 leitet sie Schreibwerkstätten für junge Menschen und für Erwachsene zum Schreiben von Prosa und Theaterstücken.
Anja Tuckermann hat Romane, Theaterstücke, Libretti und andere Texte für Musik und Kurzprosa verfasst. Gleich ihr erstes Buch wurde in mehrere Sprachen übersetzt, ihre bekanntesten Bücher sind die dokumentarisch-biografischen Romane Muscha. Ein Sinti-Kind im Dritten Reich, Denk nicht, wir bleiben hier über Hugo Höllenreiner und Mano. Der Junge, der nicht wusste, wo er war über Hermann Höllenreiner. Sie behandeln das Schicksal von Sintikindern in der Zeit des nationalsozialistischen Regimes und nach dem Krieg. Bücher von ihr sind ins Norwegische, Schwedische, Dänische, Niederländische, Französische, Englische, Spanische, Katalanische, Mazedonische, Polnische, Ungarische, Türkische, Kasachische und Chinesische übersetzt worden.
Sie ist Mitglied bei den Spreeautoren sowie im Verband deutscher Schriftsteller (VS) und war von 2000 bis 2014 im Vorstand des VS Berlin.

## Auszeichnungen
- 1992: Kurt-Magnus-Preis der ARD für das Feature Muscha
- 1994: "Das Rote Tuch". Jugendmedienpreis der SPD Berlin-Charlottenburg für den Roman Muscha
- 1999: Nominierung für den Niederländisch-Deutschen Kinder- und Jugenddramatikerpreis Kaas & Kappes für Komm, wir knutschen
- 2000: Hans-im-Glück-Preis für David Tage, Mona Nächte
- 2006: Deutscher Jugendliteraturpreis für Denk nicht, wir bleiben hier
- 2007: Das verschluckte Lachen (Kopfüber Kopfunter) – Buch des Monats der Deutschen Akademie für Kinder- und Jugendliteratur Volkach und 2008 auf der Auswahlliste „The White Ravens“ der Internationalen Jugendbibliothek in München
- 2009: Friedrich-Gerstäcker-Preis für Mano. Der Junge, der nicht wusste, wo er war
- 2012: Kathrin-Türks-Preis für Warten, dass das Leben beginnt/Kofferleben
- 2014: Friedrich-Bödecker-Preis
- 2019: Hausacher LeseLenz

Sonstige Würdigungen (Auswahl)
- 1987: Alfred-Döblin-Stipendium in Wewelsfleth
- 1992/1993: Stipendium der Akademie Schloss Solitude
- 1998/1999: Stadtschreiberin im Berliner Bezirk Hellersdorf
- 2000/2001: Stadtschreiberin von Ranis, Thüringen
- 2001: Burgschreiberin von Beeskow, Brandenburg
- 2007: Stadtschreiberin von Ankara auf Einladung des Goethe-Instituts
- 2007/08: Stipendium des Kulturamts München im Künstlerhaus Villa Waldberta
- 2010: Stipendium Künstlerhaus Schloss Wiepersdorf
- 2011: Stipendium Villa Decius in Krakau
- 2014: Stadtschreiberin von Magdeburg
- 2020/2021: Poetik-Dozentur für Kinder- und Jugendliteratur an der Pädagogischen Hochschule Karlsruhe

## Werke

### Buchveröffentlichungen
- 1988: Mooskopf. Roman. Luchterhand, Darmstadt, ISBN 3-630-86681-6.
- 1995: Muscha. Ein Sinti-Kind im Dritten Reich. Roman. Erika Klopp Verlag, ISBN 978-3-7817-2080-0.
- 1997: Ein Buch für Yunus. Roman. Erika Klopp Verlag, ISBN 978-3-7817-2081-7.
- 1999: David Tage, Mona Nächte. Roman. Mit Andreas Steinhöfel. Carlsen Verlag, ISBN 978-3-551-35106-7.
- 2000: Die Haut retten. Roman. Pendo Verlag, ISBN 978-3-85842-365-8.
- 2002: Fräulein Moxa. Edition Ranis, Ranis, Verlag Lese-Zeichen, ISBN 978-3-00-008450-8.
- 2003: Nicht sprechen, nicht schweigen, nicht gehen, nicht bleiben. Roman. Ravensburger Buchverlag, ISBN 978-3-473-58190-0.
- 2004: Suche Oma. Roman. Ravensburger Buchverlag, ISBN 978-3-473-52242-2,
- 2004: Mutgeschichten. Ravensburger Buchverlag, ISBN 978-3-473-38070-1.
- 2005: Weggemobbt. Arena Verlag, ISBN 978-3-401-02657-2.
- 2005: Denk nicht, wir bleiben hier – Die Lebensgeschichte des Sinto Hugo Höllenreiner. Hanser bei dtv, München, ISBN 3-446-20648-5.
- 2007: Das verschluckte Lachen. Roman. Verlag Patmos, ISBN 978-3-7941-6091-4.
- 2008: Mano. Der Junge, der nicht wusste, wo er war. Hanser, München; NA: KLAK, Berlin 2015, ISBN 978-3-943767-43-8.
- 2008: Ein Buch für Yunus. Roman. dtv Reihe Hanser, München, ISBN 978-3-423-62375-9.
- 2011: Die Möwe und ein Meer von Farben. Bilderbuch. Thienemann Verlag, Stuttgart, ISBN  978-3-522-43690-8.
- 2011: Adile. Ein Mädchen aus Istanbul. Klett Kinderbuchverlag, Leipzig, ISBN 978-3-941411-37-1.
- 2012: Familie Merkwürdig und Familie Unglaublich machen eine Dampferfahrt. KLAK Verlag, Berlin, ISBN 978-3-943767-00-1.
- 2012: Allein im Wald. Bilderbuch. Thienemann Verlag, Stuttgart, ISBN 978-3-522-43724-0.
- 2013: Träumen in Berlin, Lyrik und Prosa von 47 Kindern und Jugendlichen. KLAK Verlag, Berlin, ISBN 978-3-943767-03-2.
- 2013: Kopfüber Kopfunter, Kinderbuch. KLAK Verlag, Berlin, ISBN 978-3-943767-04-9.
- 2013: Nirgendwohin Irgendwohin, 22 Geschichten von Gefahren, Abenteuern und Glück. KLAK, Berlin, ISBN 978-3-943767-21-6
- 2014: Alle da! Unser kunterbuntes Leben, mit Tine Schulz, Klett Kinderbuch, Leipzig ISBN 978-3-95470-104-9
- 2016: Wir schweigen nicht. Der Weg der Weißen Rose und der Geschwister Scholl in den Widerstand, Arena, ISBN 978-3-401-06854-1.
- 2016: Nusret und die Kuh, TULIPAN VERLAG, ISBN 978-3-86429-302-3.
- 2018: Der Mann, der eine Blume sein wollte, TULIPAN VERLAG, ISBN 978-3-86429-409-9.
- 2020: Vier Ochsen, Deutsch-tigrinisches Bilderbuch, mit Mehari, Edition Orient, ISBN 978-3-922825-93-7.

### Sachbuch
- 1999: Horror oder Heimat – Jugendliche in Berlin-Hellersdorf. Archiv der Jugendkulturen Berlin, Verlag Hirnkost, ISBN 978-3-940213-02-0.
- 2008: Mit Uta Beth: Heimat ist da, wo man verstanden wird – Junge VietnamesInnen in Deutschland. Archiv der Jugendkulturen Berlin, Verlag Hirnkost, ISBN 978-3-940213-43-3.
- 2013: Ein Volk, ein Reich, ein Trümmerhaufen. Alltag, Widerstand und Verfolgung – Jugendliche im Nationalsozialismus. Arena Verlag, Würzburg, ISBN 978-3-401-51144-3.
- 2023: Todesursache: Flucht: Eine unvollständige Liste, Hirnkost Verlag;  3., aktualisierte Auflage, ISBN 978-3-949452-90-1

### Theaterstücke
- UA 1996: Asra – Die von gegenüber. GRIPS Theater. Berlin
- UA 1998: Komm, wir knutschen. GRIPS Theater. Berlin
- UA 1999: Angst im Kopf. widu theater, Oldenburg
- UA 2001: Ganz große Pause. GRIPS Theater Berlin
- UA 2007: Palmström, Korf und Kunkel. Mittelsächsisches Landestheater Freiberg/Döbeln
- UA 2009: Kazandik. Tiyatro Tempo, Ankara
- UA 2011: Warten, dass das Leben beginnt – Bavuldaki Hayatlar – Yasamayi Beklerken. Tiyatro Tempo, Ankara (türkische Fassung)
- UA 2013: Warten, dass das Leben beginnt – Bavuldaki Hayatlar – Yasamayi Beklerken. Theater Burghofbühne, Dinslaken (deutsche Fassung)
- UA 2015: Suche Oma. Tiyatro Tempo, Ankara (türkische Fassung)
- UA 2015: ALLE DA!, UA in einer Fassung des Atze Musiktheater mit Göksen Güntel

### Hörbuch
- 2011: Sinti und Roma hören. Eine musikalisch illustrierte Reise durch die Kulturgeschichte der Sinti und Roma von den Anfängen bis in die Gegenwart, mit über 40 Musikbeispielen. Silberfuchs-Verlag, Tüschow 2011, (Hörbuch, 1 Audio-CD und Booklet; Sprecher: Rolf Becker, Anne Moll).
- 2018: Mano: Der Junge, der nicht wusste, wo er war, Diwan Hörbuchverlag
- 2018: Todesursache: Flucht: Eine unvollständige Liste, Diwan Hörbuchverlag

### Musik und Text
- 1993: Splitter – eine Aufführung für zwei Sprecher, Musik von Stephan Froleyks und aller hand, Akademie Schloß Solitude, Stuttgart
- 1995: U 7 – Hörstück mit Musik von Lutz Glandien für Tonband, E-Gitarre & Klarinette. UA 1995 Kunstspeicher Potsdam, neue Fassung mit Film von Veit Lup, UA 1999 Kulturforum Berlin
- 1998: Der Professor im Wald. Hörstück mit Raymond Kaczynski, Schlagzeug, UA im „studio im hochhaus“, Berlin
- 1999–2003 Drei x Drei, Mach Sieben, Und Acht, Und Neun ist Eins, Und Zehn ist keins von Michael Beil. UA Berlin u. Stuttgart
- 2001: Aber ja. Lied von Flori Reifenberg, UA Berlin, Klangwerkstatt
- 2002: X & Y. Kammeroper von Sidney Corbett, UA: Stuttgart, Festival Eclat
- 2002: Electric Chair von Sidney Corbett, UA: Münster, Ensemble Wire Wings
- 2004: Die sieben Tore von Sidney Corbett, UA: Münster ZeitKlang Festival, Wire Wings
- 2008: Wer ist Fräulein Moxa? mit Raymond Kaczynski, UA Villa Waldberta, Feldafing
- 2012: Familie Merkwürdig und Familie Unglaublich mit Raymond Kaczynski, UA: Berlin